# Zonitoschema klapperichi
Zonitoschema klapperichi là một loài bọ cánh cứng trong họ Meloidae. Loài này được Borchmann miêu tả khoa học năm 1941.